# ایالت پوهنپئی
{{Infobox settlement |name=|native_name=|native_name_lang=|settlement_type=state|image_skyline=|image_alt=|image_caption=|image_flag=Flag of Pohnpei.svg|flag_alt=|image_seal=|seal_alt=|image_shield=|shield_alt=|nickname=|motto=|image_map=Pohnpei.png|map_alt=|map_caption=Map of Pohnpei State|pushpin_map=|pushpin_label_position=|pushpin_map_alt=|pushpin_map_caption=|latd=6|latm=51|lats=|latNS=N|longd=158|longm=13|longs=|longEW=E

## تاریخچه
هنگامی که در ابتدا پوناپی، بخشی از قیمومت اقیانوس آرام جنوبی بود کوسرائی را نیز شامل می‌شد که یک شهرداری در آن ناحیه بود.

## جغرافیا
ایالت پوناپی با مساحت ۱۳۳٫۲ مایل مربع (۳۴۵ کیلومتر مربع) در اقیانوس آرام و در نزدیکی انتهای شرقی جزایر کارولین و در مورد نیمه راه بین هونولولو و مانیل واقع شده‌است.
جزایر بیرونی پوناپی از نوع آب‌سنگ حلقوی هستند و شامل پینگلپ، موکیل، انت، پاکین، گاتیک، نوکوئورو، اورولوک، کاپینگمارانگی و تا حد زیادی منطقه زیر آب رفته مینتو ریف نیز می‌شود.
به غیر از دشت‌های ساحلی، دامنه‌های اسکری و مخروط افکنه‌ها، بیشتر جزایر پوناپی از مناطق مرتفع و کوهستان‌های بلند و سرسبز پوشیده شده و ارتفاع بلنترین قله آن ۷۹۱ متر (۲۵۹۵ فوت) است. جنگل بارانی آن، انبوه، متراکم و غنی است. هورهای حرای گسترده آن خط ساحل دریا را می‌پوشانند. شکل کلی این جزیره تقریباً دایره ای است و محیط ۱۳۰ کیلومتری (۸۰ مایل) آن توسط آب‌سنگ مرجانی احاطه شده‌است.